# Eugen Kapp
Eugen Arturovich Kapp (født 26. maj 1908 i Astrakhan, død 29. oktober 1996 i Tallinn, Estland) var en estisk komponist og Lærer.
Eugen Kapp der er søn af Artur Kapp, studerede på Musikkonservatoriet i Tallinn hos sin fader, og blev efter endt eksamen i 1931 lærer i teori og komposition. Han var lærer sammesteds 1935-1941. Under besættelsen af Estland organiserede han ENSV Riiklike Kunstiansambel i Jaroslavl. Fra 1944 var han lærer ved Tallinn Musikkonservatorium, og fra 1952 til 1965 dets rektor.
Han har skrevet 3 symfonier, orkesterværker, operaer, balletmusik, filmmusik, kammermusik, vokalværker etc.
Hans musik hviler på intonationer fra klassisk musik og estisk folkemusik. 
Han var formand for den estiske komponistforening (ENSV Heliloojate Liit) 1944-1966.
Han fik tildelt en statspræmie 1946, 1949, 1952, Eesti NSV statspræmie 1948 og 1950, Leninordenen 1950.

## Værker
Han har skrevet korsange, musik for hornorkestre, teater- og filmmusik.

### Operaer
- Tasuleegid (1945)[2]
- Vabaduse laulik (1950, 2 udgave 1952)
- Talvemuinasjutt (Børneopera, 1958)
- Tabamatu (Opera, 1960)
- Enneolematu (Børneopera, 1983)

### Operette
- Assol (1966)

### Balletter
- Kalevipoeg (1947, 2. udgave 1961)
- Kullaketrajad (1956)

### Symfonier
- Patriootiline (symfoni i c-moll, 1942)
- symfoni i g-moll (1954)
- Kevadine (symfoni i F-dur, 1964)

### Sange
- Kodumaa loodus (1954)
- Lapse päev (1958)

### Kantater
- Rahva võim (1949)
- Mausoleeumis (1950)
- Laulud Leeninist (1950)
- Läänemeri - rahumeri (1959)
- Oktoober ja juuni (1967)

### Ouverturer
- Kalevipoeg (1938)
- Avamäng soome teemadele (1957)
- Pidulik avamäng (1958)
- Avamäng-parafraas (1962)

### Andre
- Tasuja (symfonisk digt, 1931)
- Rukkilillesuvi (Ungdomsmusical, 1975)
- Rembrandt (Opera, 1975)
- Ernst Thälmann (Oratorium, 1977)
- Kristallkingake (musikalsk march, 1980)